# Paul Cotter
Paul Cotter (* 16. November 1999 in Canton, Michigan) ist ein US-amerikanischer Eishockeyspieler, der seit Juni 2024 bei den New Jersey Devils in der National Hockey League (NHL) unter Vertrag steht. Zuvor verbrachte er vier Jahre in der Organisation der Vegas Golden Knights, mit denen er in den Playoffs 2023 den Stanley Cup gewann.

## Karriere
Paul Cotter wurde in Canton geboren und spielte in seiner Jugend für die renommierten Nachwuchsprogramme „Compuware Hockey“ und „Little Caesars“ in seinem Heimatstaat Michigan. Seine weitere Juniorenkarriere war von steten Wechseln geprägt, so begann er diese mit je einem Jahr bei den Brookings Blizzard in der North American Hockey League (NAHL) sowie den Lincoln Stars in der United States Hockey League (USHL). Bei den Stars verzeichnete er 39 Punkte in 51 Einsätzen und wurde daher im USHL All-Rookie Team berücksichtigt. Zudem wählten ihn die Vegas Golden Knights im NHL Entry Draft 2018 an 115. Position aus. Anschließend schrieb sich der US-Amerikaner zur Saison 2018/19 an der Western Michigan University ein, um für deren „Broncos“ in der National Collegiate Athletic Association (NCAA) aufzulaufen. Nach nur acht Einsätzen wechselte der Angreifer allerdings bereits zu den London Knights in die kanadische Ontario Hockey League (OHL), wo er die Spielzeit 2018/19 beendete.
Nachdem Cotter bereits im Dezember 2018 einen Einstiegsvertrag bei den Golden Knights unterzeichnet hatte, wechselte er zur Saison 2019/20 fest in deren Organisation. Vorerst wurde er dabei in den Farmteams der Golden Knights in der American Hockey League (AHL) eingesetzt, den Chicago Wolves und den Henderson Silver Knights, ehe er im November 2021 auch zu seinem Einstand für Vegas in der National Hockey League (NHL) kam. Dort etablierte er sich zur Spielzeit 2022/23, an deren Ende er mit dem Team in den Playoffs 2023 den Stanley Cup gewann. Der Center selbst kam dabei in den Playoffs nicht zum Einsatz, allerdings bestritt er mehr als die Hälfte der Spiele der Hauptrunde, sodass er für die Gravur auf der Trophäe automatisch qualifiziert war.
Nach diesem Erfolg wurde der US-Amerikaner im Juni 2024 samt einem Drittrunden-Wahlrecht im NHL Entry Draft 2025 an die New Jersey Devils abgegeben, während Vegas im Gegenzug Alexander Holtz und Akira Schmid erhielt.

## Erfolge und Auszeichnungen
- 2018 USHL All-Rookie Team
- 2023 Stanley-Cup-Gewinn mit den Vegas Golden Knights

## Karrierestatistik
Stand: Ende der Saison 2024/25
(Legende zur Spielerstatistik: Sp oder GP = absolvierte Spiele; T oder G = erzielte Tore; V oder A = erzielte Assists; Pkt oder Pts = erzielte Scorerpunkte; SM oder PIM = erhaltene Strafminuten; +/− = Plus/Minus-Bilanz; PP = erzielte Überzahltore; SH = erzielte Unterzahltore; GW = erzielte Siegtore; 1 Play-downs/Relegation; Kursiv: Statistik nicht vollständig)